# 獅尾狒
獅尾狒（學名：Theropithecus gelada），灵长目猴科獅尾狒屬唯一的一種，產于埃塞俄比亞的高原地區。與狒狒相似，是一種體型較大的靈長目猴子，因尾端有一小撮毛而得名，是一种昼行性的地栖猴类。群居性强，最多可聚集数百只，大群中包括约20只为一家的小群。獅尾狒曾被劃為狒狒屬，現劃為獨立的獅尾狒屬。獅尾狒屬有4個種類，其中体型最大的种类名为欧氏獅尾狒（Theropithecus oswaldi），已灭绝，目前仅存一种獅尾狒。

## 特徵
大部分的群居动物都有一个特征，那就是雄性和雌性的外表会有明显的区别。例如：
雄性獅尾狒体型较大，尾巴约51厘米；肩披长毛，胸斑环以白色毛发，颊毛突出。
雌性獅尾狒体型几乎只有雄性的一半，肩毛较短，没有明显的颊毛；尾巴约42厘米；胸斑呈圆珠水泡突出状。

## 习性
獅尾狒是典型的群居動物，一個種群一般由一頭成年公猴、幾頭母猴以及它們的後代組成。小的種群可能組成多達350頭的大種群，共同覓食。

## 食性
獅尾狒基本是草食性，有時也吃種子、根莖、花和水果。

## 保育情況
由於偷獵和棲息地的破壞，獅尾狒的數量從1970年的440,000頭縮減至2008年的200,000頭，目前獅尾狒被國際自然保護聯盟（IUCN）列為無危物種。

## 亞種
- Theropithecus gelada gelada
- Theropithecus gelada obscurus

## 外部連結
- ARKive - 獅尾狒相關影像紀錄